# تارین پاور
تارین پاور (انگلیسی: Taryn Power؛ زادهٔ ۱۳ سپتامبر ۱۹۵۳-درگذشته ۲۶ ژوئن ۲۰۲۰) یک هنرپیشه اهل ایالات متحده آمریکا بود. از فیلم‌های او می‌توان به کنت مونت کریستو اشاره نمود.
تارین پاور دختر تایرون پاور ستاره بزرگ سینمای کلاسیک و خواهر کوچکتر رومینا پاور خواننده و بازیگر سرشناس بود.
تارین پاور روز ۲۶ ژوپن ۲۰۲۰ در ۶۶ سالگی از دنیا رفت. رومینا پاور خواهر این بازیگر در یک پست اینستاگرامی خبر درگذشت او را اعلام کرد، وی در این باره نوشت:
تارین در خانه اش در ویسکانسین در حالیکه چهار فرزند و چهار نوه اش او را احاطه کرده بودند بعد از مبارزه یک سال و نیمه با بیماری سرطان خون به پدر و مادرمان ملحق شد.
تارین پاور در طول دوران زندگی اش تنها در ۸ فیلم ایفای نقش کرد که بیشتر این فیلم ها مربوط به دهه ۷۰ میلادی است.